# Klebelsberg Kuno

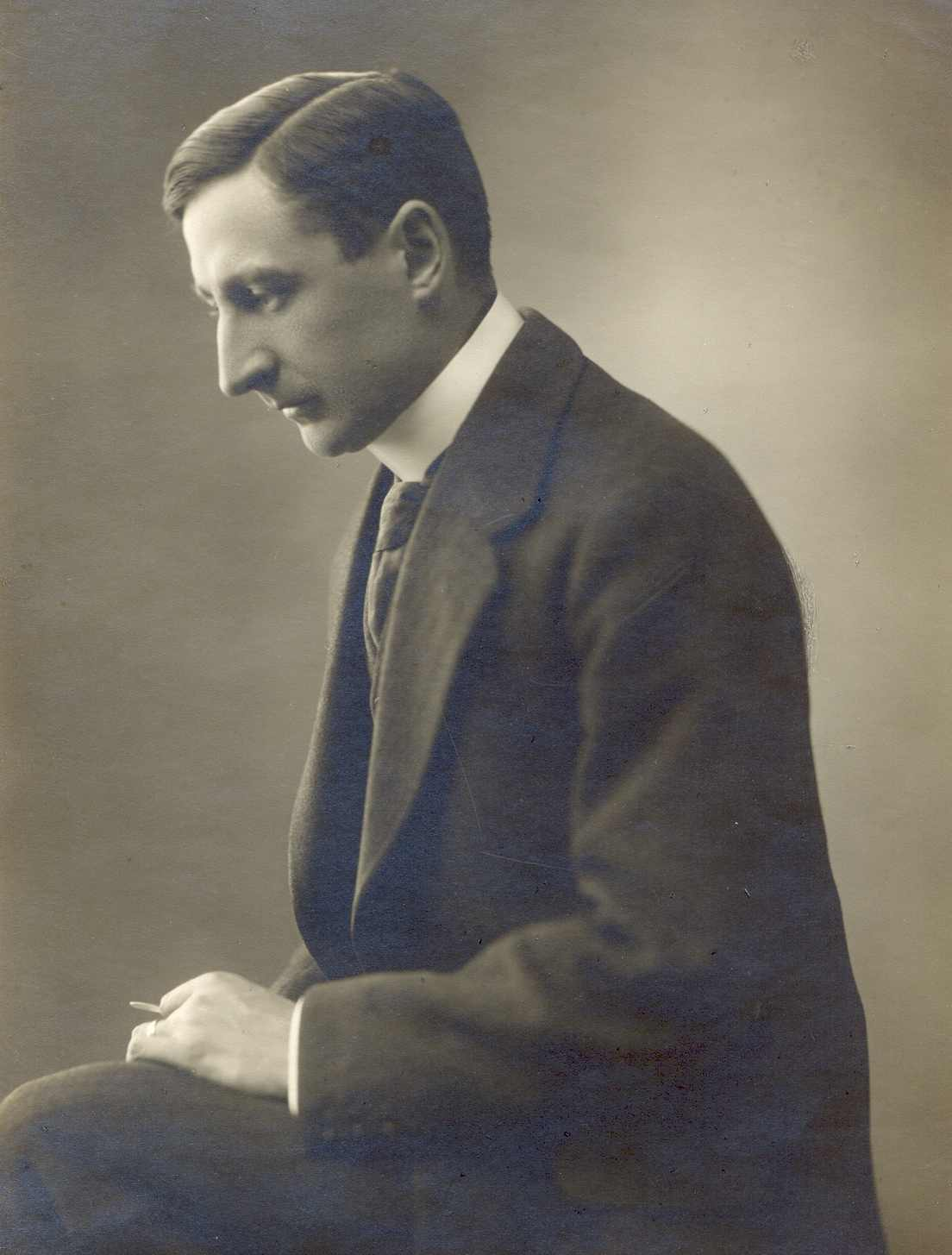
Klebelsberg Kuno az 1900-as évek elején

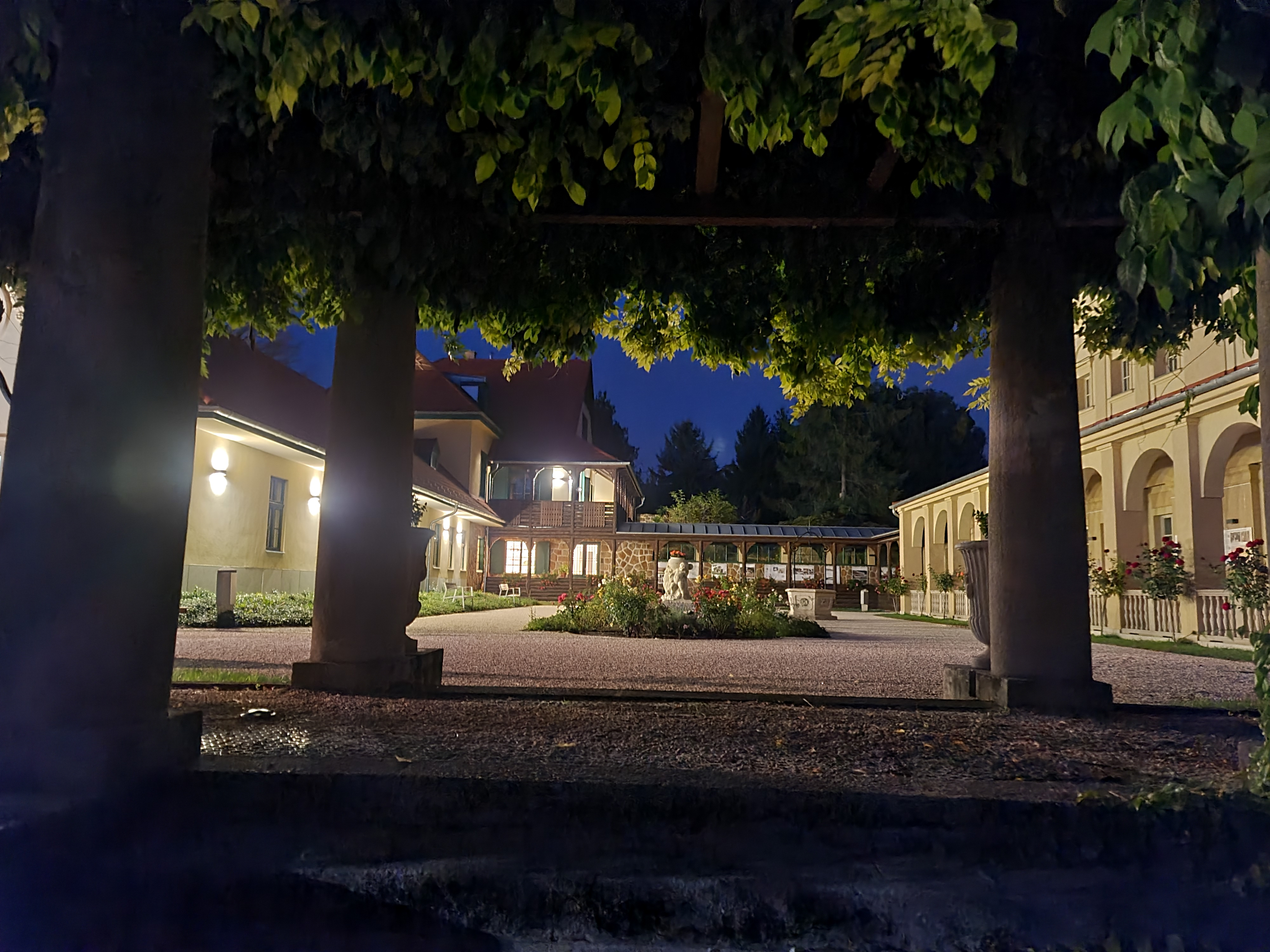
Klebelsberg Kastély Pesthidegkút

Thumburgi gróf Klebelsberg Kuno Imre Aurél Ferenc (Magyarpécska, Arad vármegye, 1875. november 13. – Budapest, 1932. október 11.) magyar jogász, országgyűlési képviselő, művelődéspolitikus, rövid ideig (1921–1922) belügy-, majd közel tíz évig (1922–1931) vallás- és közoktatásügyi miniszter. 1917-től 1932-ig a Magyar Történelmi Társulat elnöke.

## Családja és származása
A thumburgi gróf Klebelsberg család sarja. Édesapja gróf Klebelsberg Jakab (1844–1877), a császári és királyi hadsereg 14. huszárezredének századosa volt, aki 1872-ben nőül vette a nemesi származású felső- és alsóőri Farkas családból való felső- és alsóőri Farkas Arankát (1852–1897). 1875. november 13-án született meg fiuk, Kunó, aki a nevét keresztapjától, gróf Zedtwitz Kunó (*1852) főhadnagytól kapta. (A Kunó a Konrád német becézése /Konrad-Kunrad-Kunó/.) 1875. december 5-én keresztelték, keresztanyja felső- és alsóeőri Farkas Franciska (1855–1919) kisasszony, az anyai nagynénje. Apai nagyszülei thumburgi gróf Klebelsberg Ferenc (1804–1850), cs. és kir. őrnagy, és nemes Derra Rozina (1810–1878) voltak. Az apai nagyanyai dédszülei nemes Derra Jakab (1773–1840), császári-királyi vezérőrnagy és bezerédi Bezerédj Alojzia voltak; az utóbbi asszonynak a szülei bezerédi Bezerédj Ignác (1755–1820), Győr vármegye alispánja, szeptemvir, tanácsos, földbirtokos és nemes Trencsényi Antónia (1760–1819) voltak. Gróf Klebelsberg Ferencné Derra Rozinának az apai nagyapai dédapja Derra András, magyarországi harmincadhivatalok aligazgatója, feleségével Andressin Mária Erzsébet asszonnyal és gyermekeivel együtt 1741. október 28-án magyar nemesség és címer adományozásban részesültek Mária Terézia magyar királynőtől. A Klebelsberg család cseh grófi címét Klebelsberg Ferenc Miklós (1656–1723) személyében 1702. december 23-án szerezte meg adományban az uralkodótól.

## Magánélete
Klebelsberg Kuno édesapját, Klebelsberg Jakabot, 1877-ben elveszítette, anyja ekkor fiával együtt Székesfehérvárra költözött a családjához, amely segítette őt a gyermek nevelésében. Anyai nagyszülei felső- és alsóőri Farkas Imre (1806–1882), a gróf Batthyány család enyingi uradalom gazdatisztje, és Halmán Franciska (1821–1887) voltak. Az anyai dédszülei felső- és alsóeőri Farkas György, csákánydoroszlói uradalmi felügyelő a gróf Batthyány családnál, és Gogisser Katalin voltak; ősei azok a határőrök közül valók, akiket még Károly Róbert telepített le Borostyánkő és Németújvár között és akiket 1327. július 1-jén a királyi nemes szolgák (országos nemesek) sorába emelt. Klebelsberg Kuno a Szarka utca 147. szám alatti házban nőtt fel, később „Önéletrajzi nyilatkozatában” a következőket írta gyermekkoráról: „Anyám bánatos özvegyi életet élt. Én sem ismertem a vígasságot”. Gyámja 1883-ig nagyapja, Farkas Imre volt.
Középiskolai tanulmányait Székesfehérvárott, a Ciszterci Szent István Gimnáziumban fejezte be. Ezután jogi tanulmányokat folytatott a budapesti, a müncheni, a berlini egyetemeken és a párizsi Sorbonne-on. 1898-ban a budapesti egyetemen államtudományi doktori oklevelet szerzett. Fiatalon nősült, 1899. április 24-én az egyetemi templom kápolnájában vette feleségül a nemesi származású lasztóczi Botka Sarolta Ottília (Nagybecskerek, 1878. február 15.–Szeged, 1964. július 27.) kisasszonyt, akinek a szülei lasztóczi Botka Géza (1848–1880), Torontál vármegye első aljegyzője, és Hekler Márta (1855–1934) voltak. Klebelsberg Kuno gróf és lasztóczi Botka Sarolta frigyéből nem származott gyermek. Klebelsberg Kuno 1927-től a Szuverén Máltai Lovagrend nagy-keresztes tagja.

## Politikai pályafutása
Klebelsberg Kuno az egyetem elvégzése után az állam szolgálatába lépett. 1898-ban Bánffy Dezső akkori miniszterelnök meghívására a miniszterelnökség harmadik ügyosztályának vezetője lett, különböző külügyi és nemzetiségi kérdések kerültek a hatáskörébe. 1910-ben a közigazgatási bírósághoz nevezték ki bírónak, majd 1912-ben a hatásköri bíróság tagja lett, valamint rendkívüli egyetemi tanár lett a Közgazdasági Egyetemen. Klebelsberg politikai példaképe leginkább gróf Tisza István miniszterelnök volt, akinek második kabinetjében (1913–1917) hamar politikai állást is kapott.
1914 januárjában kinevezték a Vallás- és Közoktatásügyi Minisztérium adminisztratív államtitkárává, ahonnan 1916 márciusában Tisza áthelyezte maga mellé a miniszterelnökség politikai államtitkárának. Ekkoriban szerzett sok tapasztalatot az oktatási és művelődési intézmények megszervezésében, ugyanis Tisza rábízta a határon túli (értsd: a korabeli Magyar Királyságon kívül szakadt) magyarok oktatásának megszervezését, amit Klebelsberg kiválóan megoldott. Ezalatt 1915-től a Rokkantügyi Hivatal, és 1917 márciusától az Országos Hadigondozó Hivatal ügyvezető alelnöke is volt a háború végéig.
1916-ban egy időközi választáson lett először országgyűlési képviselő a Nemzeti Munkapárt színeiben, miközben a párt egyik országos szervezőjévé lépett elő. 1918-ban határozottan fellépett a Károlyi Mihály vezette kormány tevékenysége ellen. Bethlennel 1919 elején egy keresztény párt szervezésébe fogtak, amiért a márciusban kikiáltott Magyarországi Tanácsköztársaság üldözőbe vette, de a letartóztatás elől Almásy Dénes kétegyházi birtokán sikerült elrejtőznie.
Az 1920-as választásokon a Friedrich István-féle Keresztény Nemzeti Párt (KNP) tagjaként nyert mandátumot Sopronban. A pártot a választások után tizenhatodmagával otthagyta, mely csoportnak az élére állt és akikkel az 1922-es választások előtt (1922 februárjában) belépett a frissen alakult Egységes Pártba. A komáromi választási kerületben már e párt jelöltjeként nyert választást. Még (kormánypárti) pártonkívüliként (a KNP „disszidens”-csoportjának vezéreként) kapott meghívást először a Bethlen-kormányba, 1921-ben. Ezt elfogadva 1921 decemberében belügyminiszter lett. A tisztséget az 1922-es választásokig tartotta meg, ami után az újrázó Bethlen-kormányban vallás- és közoktatásügyi miniszter lett. Utóbbi pozícióját az 1926-os  és az 1931-es választások után is megtarthatta, ugyanis a kormánypárt és így Bethlen mindet megnyerte (Klebelsberget mind a kétszer a szegedi belvárosban választották képviselővé), viszont Bethlen István lemondásakor kénytelen volt maga is lemondani; az alakuló Károlyi Gyula-kormányba pedig nem hívták meg (noha Károlyi több minisztert is átvett).

## Vallás- és közoktatásügyi miniszteri tevékenysége

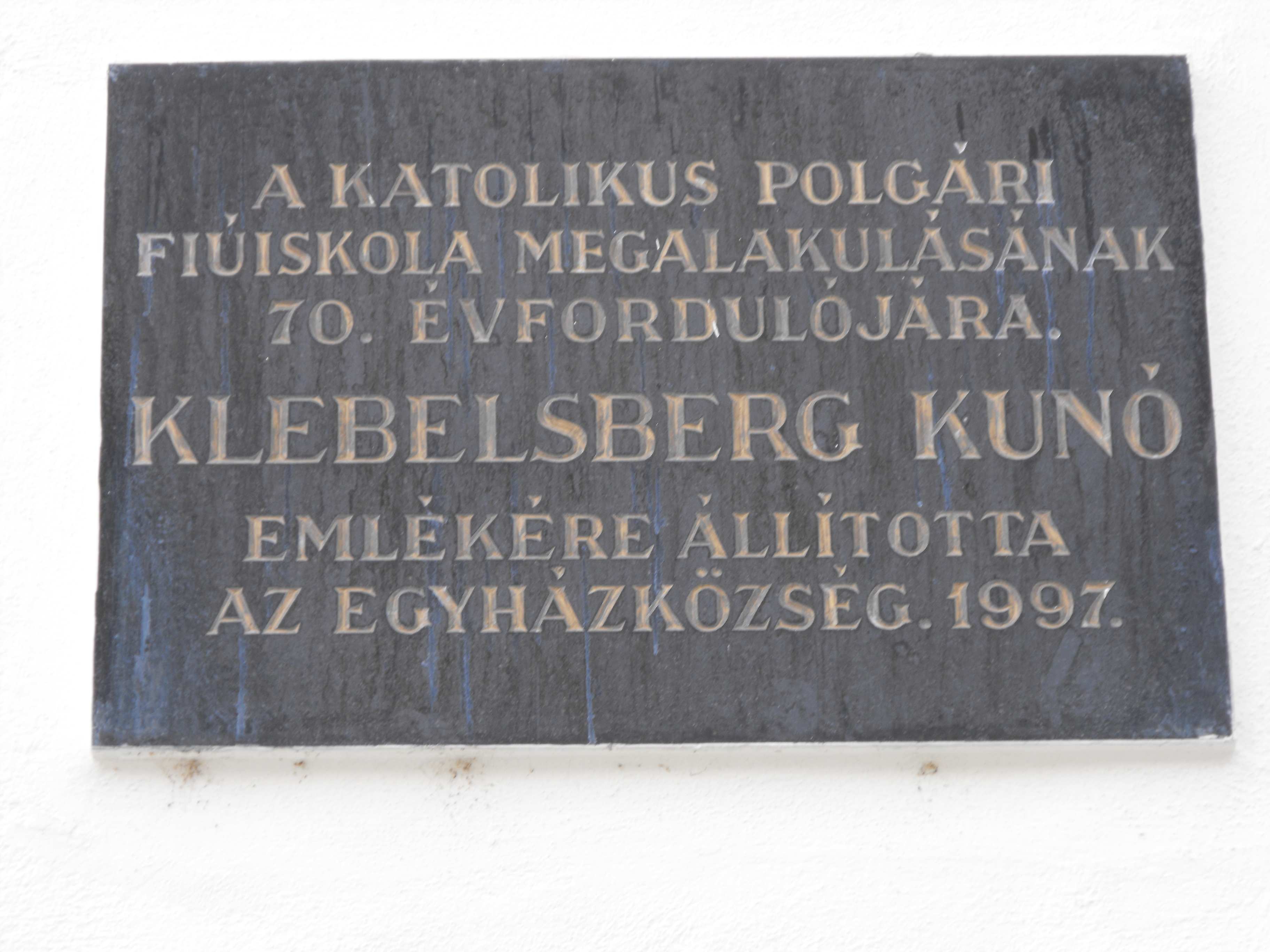
Emléktábla Makón

### Közoktatás-politika
Közoktatás-politikáját az egységes jogosítású, de háromágúvá tagolt középiskola-rendszer megteremtése, a polgári iskola önálló középfokú iskolaként való törvényesítése (1924), a középfokú lányoktatás reformja (1926), a tanárképzés reformja (1924) jellemezte.
Népiskola-politikáját az érdekeltségi népiskola megteremtése (1926), ill. nemzetközi forrásokból történő intenzív fejlesztés jellemezte. Politikáját a kortársak, a baloldali, a liberális és jobboldali ellenzék is erősen vitatta. Ma is széles a skála a közoktatás-politika megítélésében a vezető neveléstörténészek között, melynek egyik végpontját a klebelsbergi oktatáspolitika előremutató voltáról Mészáros István, másik végpontját a rendes szerkezetet konzerváló voltáról Nagy Péter Tibor képviseli (lásd e nevek alatt http://www.matarka.hu).
Népiskola-politikáját, a nagy arányú analfabetizmus elleni tevékenységet és a népiskolák sorának építését az az eszme vezérelte, hogy ezzel megteremtse a társadalom piramisának széles és biztos talapzatát, amelyre aztán bátrabban lehet építeni, számítani mind a társadalmi-, mind a gazdasági fejlődés tekintetében. Klebelsberg még a világháború ideje alatt kidolgozta országunk népiskolai hálózatának kiépítési programját. Ennek megvalósítására 1925-ben kapott engedélyt és anyagi segítséget.
Az 1926. évi VII. törvénycikk rendelkezett az elemi iskolák egy új típusáról, az érdekeltségi népiskola megteremtéséről. A törvény szerint ún. körzetek kialakításával – melyek három, illetve öt kilométer sugarú körben helyezkednek el – meg kell teremteni az elemi iskolák létrejöttének lehetőségét. A törvény kötelezte a törvényhatóságokat és a birtokosokat a népiskolák létrehozására, akár önnön fizikai és anyagi áldozatuk árán is. Létrejött az Országos Népiskolai Építési Alap az iskolaállítási és fenntartási kötelezettségek biztosítására.
Három év alatt 5000 tanyai tanterem épült Magyarországon. A modern iskolák fala már nem vályogból készült, hanem téglából, padlózatuk vörösfenyőből készült, hatalmas ablakaik voltak és palatetőjük. Háromszobás tanítói lakás is tartozott hozzájuk, az udvaron téglából épült árnyékszékkel. Ezek az új tanyasi iskolák lettek a tanyavilág kultúrközpontjai, ahol könyvtár is volt, valamint gramofonnal és filmvetítő gépekkel voltak felszerelve. Gazda-, iparos- és olvasókörök tarthatták itt összejöveteleiket. Klebelsberg még arra is figyelt, hogy az új tanítói lakásokba úgy kerüljenek a fiatal tanítónők és tanítók, hogy ezzel növelhesse az összeházasodás és letelepedés lehetőségét. A pedagógusképzésre különben is nagy gonddal ügyelt, és azt hangsúlyozta, hogy a „magyar oktatótól, kezdve a kis óvónőn fel az egyetemi tanárig” azt az egyet követeli meg, hogy „ne csak tanítsa, hanem szeresse a magyar gyermeket”.
Tervezte a tankötelezettség 14 éves korig való kiterjesztését (és ezzel a 8 osztályos népiskola törvénybe iktatását). Erre utal a nők és gyermekek védelméről hozott 1928-as törvény, amelyben a 12–13 éves gyermekek foglalkoztatását csak átmenetileg a tankötelezettségi korhatár megnöveléséig engedélyezte. A konkrét törvényjavaslat 1929-ben meg is született, de  elfogadását a nagy gazdasági világválság megakasztotta. Végül csak 1940-ben, Hóman Bálint minisztersége idején hoztak róla törvényt.

### Felsőoktatási és tudománypolitika
Már működésének kezdetén támogatta a Magyar Tudományos Akadémia munkáját, s törvénnyel biztosította annak politikai függetlenségét.
Ugyancsak 1922-ben létrehozta az Országos Magyar Gyűjteményegyetemet és annak tanácsát, amelynek hatókörébe tartozott a Magyar Királyi Országos Levéltár, a Magyar Nemzeti Múzeum és Országos Széchényi Könyvtár, az Országos Magyar Szépművészeti Múzeum, Országos Magyar Iparművészeti Múzeum, Pázmány Péter Tudományegyetem könyvtára.
A művelt középosztály megteremtése céljából életre hívta a Napkelet című irodalmi folyóiratot 1923-ban. A lap főszerkesztőjének Tormay Cécile-t kérte fel.
Pécsen, Szegeden, Debrecenben egyetemi építkezéseket indított, és megteremtette a felsőoktatás korszerű keretlehetőségeit. Egyetemi építkezései mindhárom vidéki egyetemen a klinikákkal kezdődtek, azon belül is hangsúlyt kaptak a szülészeti és gyermekklinikák. Célja volt ezzel a magas gyermekhalandóság csökkentése. Sem a klinikákat, sem az egyetemek más területeit nem tudta elképzelni magas színvonalú kutatómunka nélkül.
Parlamenti bizottsági elnökként támogatta a dualizmuskori tanszabadságot súlyosan sértő, numerus clausus törvényt, annak Európában egyedülállóan diszkriminatív szakaszát, mely plenáris módosító indítvány következtében került a törvénybe (a felvehető hallgatók népfaji arányáról) már nem szavazta meg.
Klebelsberg később sokat beszélt arról nyilvánosan, hogy elvi álláspontja a numerus clausus eltörlése lenne, de az erre tett liberális javaslatokat újra és újra leszavaztatta a kormánypárttal. Az 1927-re elkészült módosítás célja, ahogy Klebelsberg bizalmasan írta Bethlennek: „A törvényt tehát majd revideálnunk kell, de nem azért, hogy a zsidó egyetemi hallgatók ezreit megint nyakára bocsássuk a nemzetnek, hanem azért, hogy bizonyos racionális enyhítéssel az intézmény lényegét megmentsük.” A törvényt csak nemzetközi nyomásra módosította, 1928-ban.

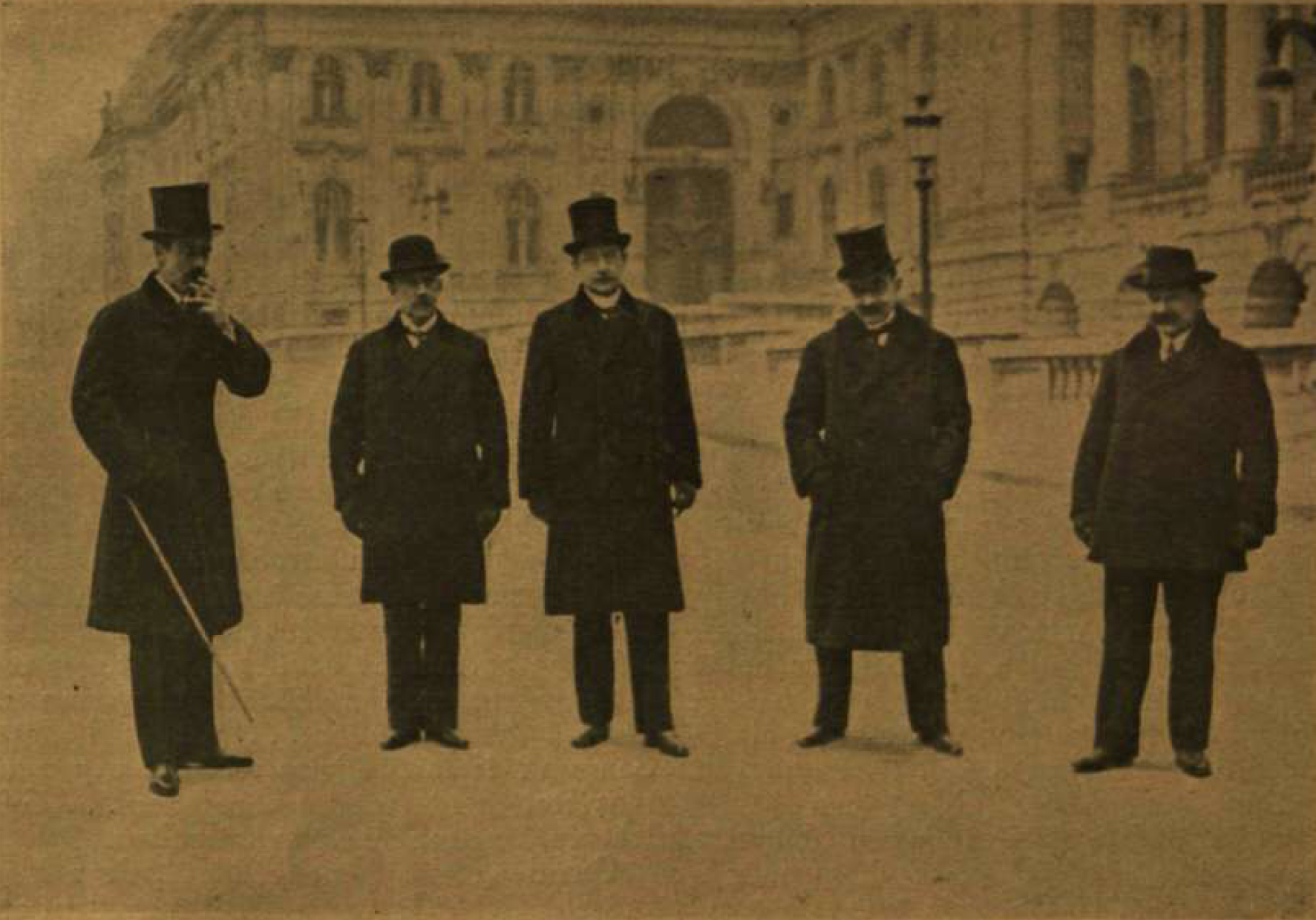
A kormány 1921-ben. Balról jobbra Bethlen miniszterelnök, Térfi Béla közélelmezés-, Klebelsberg belügy-, Kállay Tibor pénzügy- és Mayer János földművelésügyi miniszter

Külföldön Collegium Hungaricumokat (CH) hozott létre a tudósutánpótlás biztosítására, éppúgy, mint az egyéb külföldi ösztöndíjak rendszerét. Az 1930–1931 tanévig a következő létszámmal működtek: bécsi CH: 35 fő, berlini CH: 26 fő. A hallgatók között volt például Náray-Szabó István (1926–28) kémikus, Vargha László (1927–30), majd Szabó Zoltán Gábor (1936–38) és Szegedről Bay Zoltán fizikus (1926–30). A római CH-ban tanult 35 fő, Franciaországban 17 fő, Angliában 12 fő, Genfben négy, Paviában és Münsterben egy-egy fő.
Az ifjúság sportoktatására is igen nagy hangsúlyt helyezett, megszervezte a Testnevelési Főiskolát. Ugyanakkor 1928-ban – német mintára – megszüntette a Magyar Olimpiai Bizottság önállóságát, hivatali apparátussá, az Országos Testnevelési Tanács egyik szakbizottságává alakította. A kiváló magyar sportteljesítményekben nemcsak hazánk jó hírnevének propagandáját látta, hanem azt is szerette volna elérni, hogy a jövő nemzedék izmos, életerős ifjakból álljon és természetesen az iskolarendszer révén művelt ifjakból.
Klebelsberg minden fiatal tehetséget számontartott, pl. 1930-ban ő hívta haza Szent-Györgyi Albertet Cambridge-ből és kinevezte a szegedi Orvos Vegytani Intézet vezetőjének.
Klebelsberg az egyetemeket sem úgy képzelte el, hogy oda majd csak a leggazdagabb és a legkiváltságosabb családok gyermekei járnak, úgy gondolta, hogy oda a legtehetségesebbek jussanak be, ez az elgondolása sem akkor, sem most nem aratott és nem arat osztatlan sikert, talán itt van a gyökere annak, hogy életművét már akkor is és most is vitatják. A „kultúrfölény” filozófiája a két világháború közt nem zavarta a politikusokat és az értelmiségieket, s az arisztokrata származású Klebelsberg meg talán csak azért vallotta magáénak ezt a filozófiát, mert tárcája számára így tudott legtöbb anyagi támogatást kapni. Világlátott ember volt, leginkább Európához szerette volna ő felzárkóztatni a magyar oktatási, kutatási és kulturális intézményeket, s ha jól megnézzük, látjuk, ezt is tette. Tartott attól, hogy iskolázatlanságunk miatt gazdaságilag sem tudunk majd felzárkózni. Az ő iskolái és az ő főiskoláin képzett tanítók nélkül nehezen keveredett volna ki a magyarság az analfabetizmusból és adott volna annyi híres tudóst és művészt a világnak.
A hazai múzeumok fejlődésének ügyét is támogatta, egyre több gyűjteményt létesítettek és működtettek közpénzen. A Szépművészeti Múzeumban új gyűjteményi osztályt nyitott, segítette a megyei és városi múzeumok fejlesztésének ügyét.
Kulturális létesítményeinek létrehozása részletezve az 1920-as évek végétől:
- 1928-ra már 1500 népkönyvtárt létesített,
- 1929-ben nyílt meg a római Collegium Hungaricum. Magyarországon 17 mezőgazdasági népiskolát és sok elemi népiskolát építtet.
- 1930-ban a Margit-szigeten fölavatta a nemzeti sportuszodát. Nagy népiskola építőtervezete ebben az évben fejeződött be. Szegeden Horthy Miklós, Magyarország kormányzója és az egész magyar hivatalos világ jelenlétében felavatták az 5000. népiskolai épületet,[28] ugyanekkor, 1930. október 24-én szentelték fel Klebelsberg Kuno büszkeségét, a szegedi Fogadalmi templomot és a Dóm téren az árkádok alatt a Nemzeti Emlékcsarnokot.[29]

Klebelsberg a közoktatási minisztersége alatt az ún. „szellemtudományok” (bölcselet, teológia, jog, történelem) mellett felkarolta a természet- és műszaki tudományokat. 1926-ban a József Műegyetemen országos kongresszust szervezett, amelyen az orvosi, műszaki és mezőgazdasági, tehát a természettudományok kutatására munkaprogramot hoztak létre. A program végrehajtását kettős szervezet biztosította: társadalmi szervezetként a Széchenyi Tudományos Társaság, amely a gyárak, ipari és mezőgazdasági üzemek, vállalatok adományait használta fel a kutatások támogatására, valamint az állami segélyt kezelő Országos Természettudományi Alap és Tanács. Ezek a szervezetek 1944-ig több millió pengővel segítették a természettudományos és műszaki kutatók munkáját. Klebelsberg Kuno érdeme, hogy figyelmet fordított a természettudományok és a műszaki tudományok fejlesztésére, és támogatásának is köszönhetők a korszak reál-értelmiségének eredményei a villamossági és gépiparban, valamint a vegy- és gyógyszeriparban. Egyik „dédelgetett” terve volt a Lágymányos értéktelen, vizenyős területeinek tereprendezése, és egy Boráros térre vezető új híd építése; hogy a környéken a Pázmány Péter Tudományegyetem (a későbbi ELTE) számára egy egyetemi természettudományos telep – egy európai színvonalú egyetemközpont – valamint az új Nemzeti Múzeum természetrajzi gyűjteménye állhasson. A projektre parlamenti felhatalmazást szerzett, azonban a terv a fővárosi politika ellenállásán megbukott.
Mindenre gondja volt, ami az ő hatáskörébe tartozott, ő mentette meg támogatásával az akkori Orvos Továbbképzés szakmai szervezet ma is prosperáló orgánumát, az Orvosképzés című szakfolyóiratot.
Klebelsberg szerepének értékelése mindamellett máig sem egységes.

## Élete a kultuszminiszterség után
A húszas évek végétől nagy erőket mozgatott meg a lengyel-magyar kapcsolatok fejlesztése érdekében. Politikájának homlokterében az állt, hogy Magyarországnak két barátja maradt az első világháború után, Németország és Lengyelország. Az országra nézve tragikusnak látta ugyanakkor, hogy éppen e két nemzetet mélyreható ellentétek választják el egymástól, és hajtották őket ellentétes politikai irányba. Nézete szerint a német-lengyel ellentét csak részben volt magyarázható földrajzi és gazdasági okokkal. Túlnyomó részében történelmi motívumokra volt visszavezethető. Az egyik oldalról Poroszország kialakulásának a princípiuma, Kelet- és Nyugat-Poroszország területi összeköttetésének a szándéka. A másik oldalról a kontinentális Lengyelország útkeresése észak-dél irányban a Keleti (Balti-) tengerhez, mely derékszögben metszi a vízszintes porosz államtengelyt.
Tagja volt a legjelentősebb lengyelbarát kulturális szervezetnek, a Magyar Mickiewicz Társaságnak. 1931-ben magas kitüntetéssel ismerte el a lengyel állam a munkásságát. 1932-ben elnöke lett a politikamentes Magyar-Lengyel Szövetségnek. A szervező munkában tanítványa, gróf Széchenyi Károly földbirtokos volt a jobbkeze. Halála után Széchenyi számos tisztségét átvette, és szellemében továbbvitte.
Miután dr. gróf Bethlen István miniszterelnök lemondott, a szokásoknak megfelelően Klebelsberg Kunónak is be kellett nyújtania lemondását, de miniszteri posztjáról való lemondása után is fáradhatatlanul dolgozott. Mint az Alföldi Bizottság elnökét az Alföld problémái és annak lehetséges megoldásai foglalkoztatták. Halálát szívbénulás, fertőzéses bélhurut okozta.
Szellemi nagyságát, hihetetlen munkabírását és államférfiúi erényeit kortársainak legjobbjai mind tisztelték, de még az ellene szólók sem tehettek mást. Hirtelen bekövetkezett halála mélyen megérintette a vezető politikai elitet, s méltóképpen búcsúztak az ő nagy kultuszminiszterüktől. A temetése körüli megmozdulás hasonlatos volt Kossuth Lajos 1894. április 1-jei temetéséhez, csakhogy ezúttal a hatalomban levők is búcsúzhattak. Klebelsberget is felravatalozták a Nemzeti Múzeumban, majd Szegedre kísérték, s a Fogadalmi templom altemplomában helyezték örök nyugalomra. Már 1935. április 11-én újfent megemlékeztek róla és Glattfelder Gyula megyés püspök újra megszentelte nyughelyét, síremlékét Ohmann Béla szobrász készítette. Halála után alig hét évvel, 1939-ben pedig emlékművet emeltek a tiszteletére az akkori Eskü, ma Március 15. téren, Budapesten.

## Szervezeti tagság
- Történeti Társulat (elnöke)

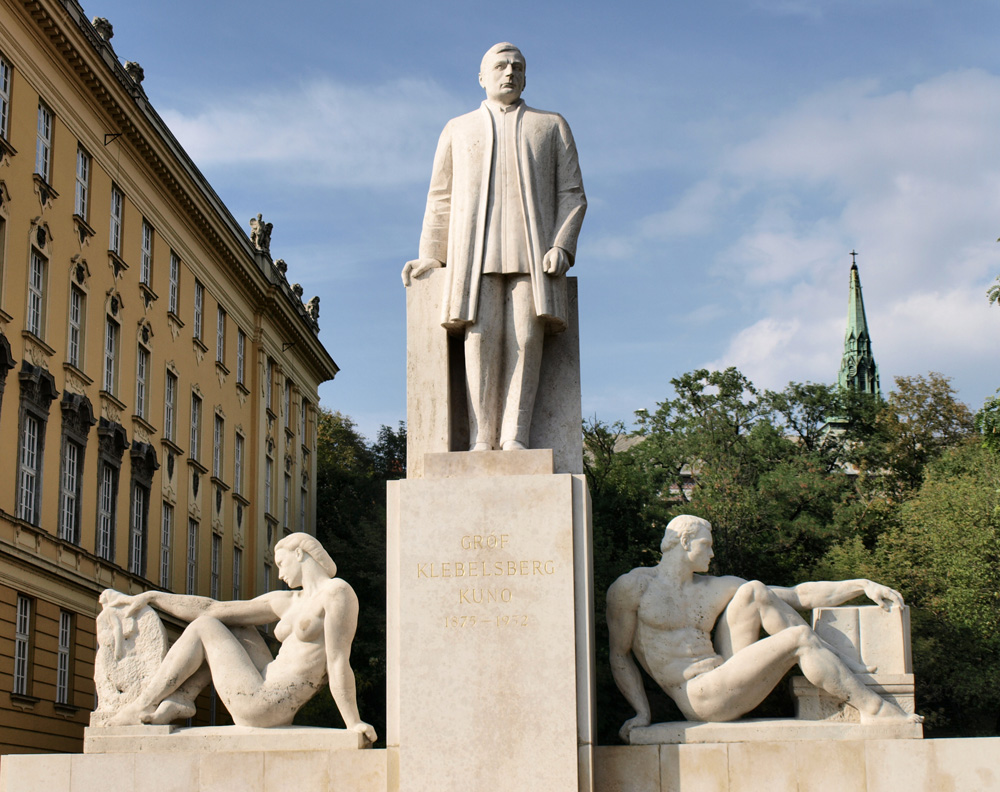
A Klebelsberg Kuno-emlékmű Budapesten a Villányi úton a budai ciszterci Szent Imre-templom mellett

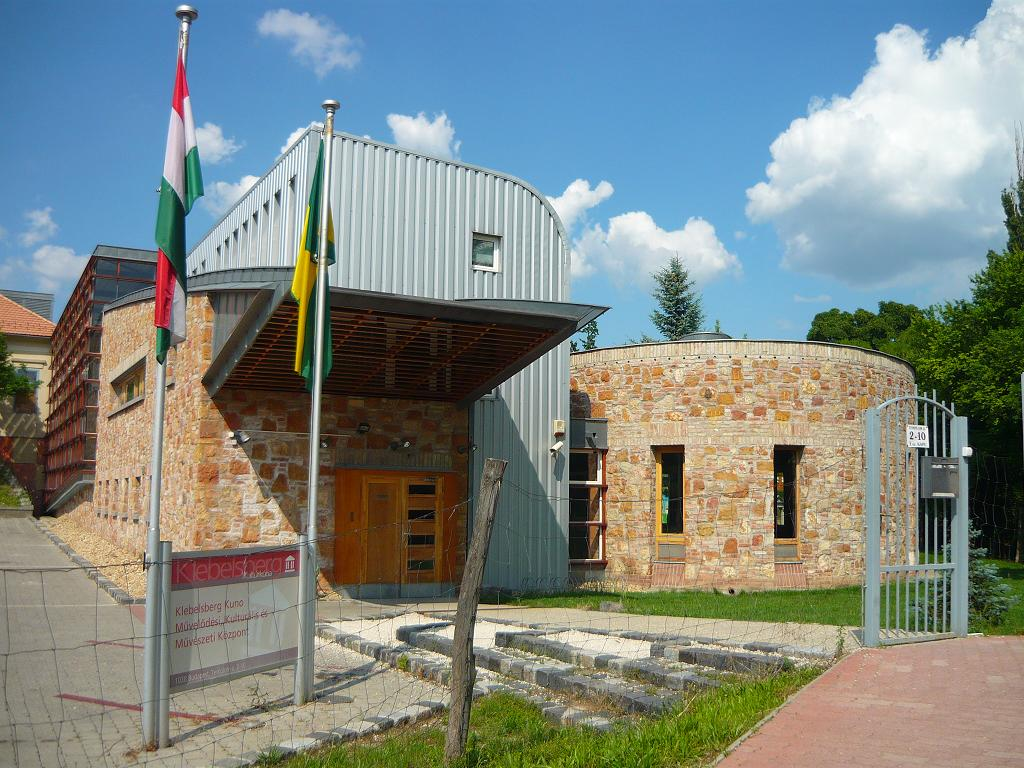
A Klebelsberg Kuno Művelődési, Kulturális és Művészeti Központ, vagyis a Klebelsberg Kultúrkúria Pesthidegkúton

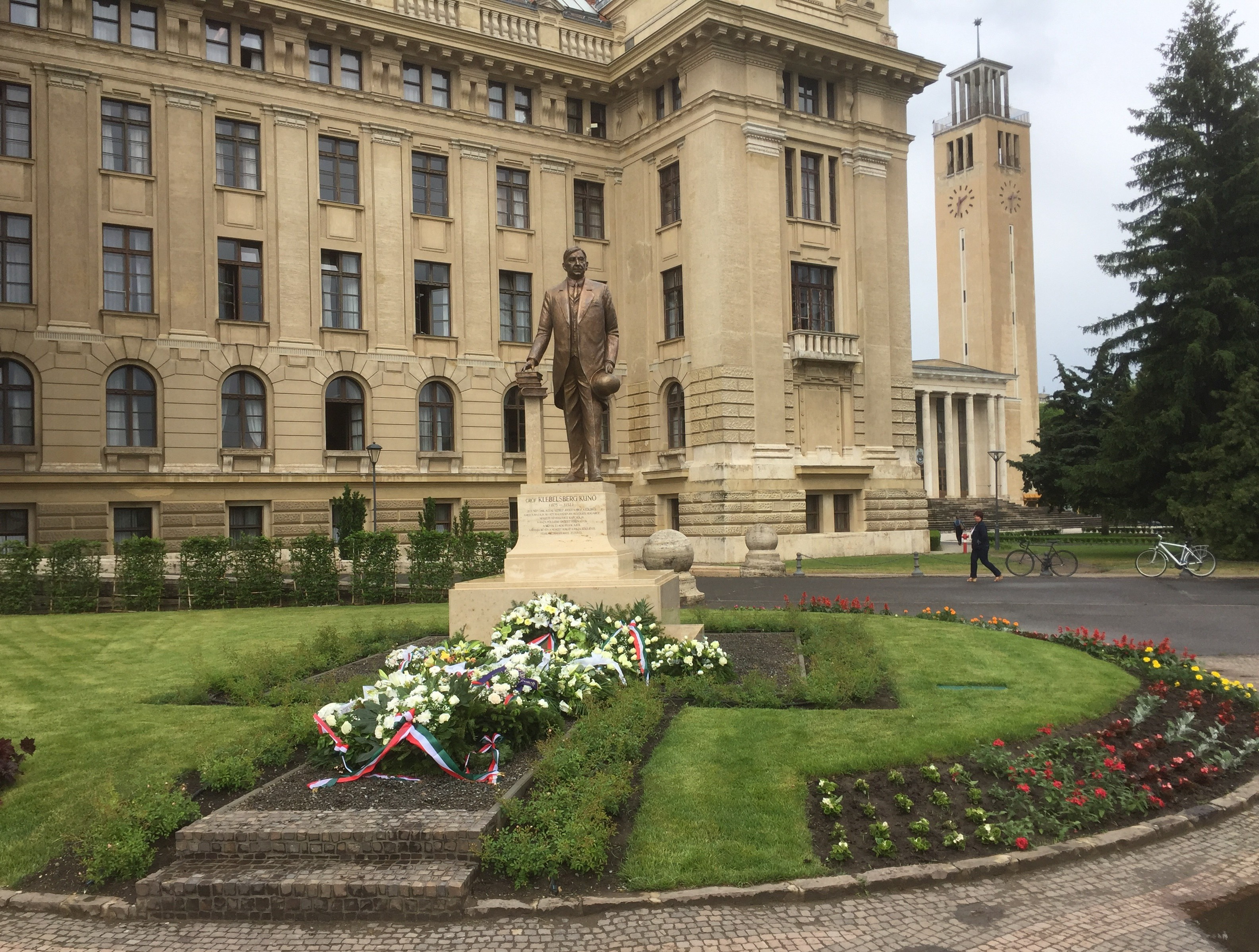
Egész alakos szobra a Debreceni Egyetem főépülete előtt

- Stella Csillagásyati Egyesület (elnöke), ld. Stella Almanach 1925 http://meteorarchiv.mcse.hu/stella/stella-almanach-1925.pdf
- Széchenyi Tudományos Társaság (1926-ban Klebelsberg alapította)
- Alföldi Bizottság (elnöke)
- Országos Weekend Egyesület (elnöke)
- Magyar-Lengyel Szövetség (elnöke)
- Magyar Mickiewicz Társaság[36]

## Művei
- A magyar rokkantügy szervezetéről; szerzői, Budapest, 1916 (németül is)
- Elnöki megnyitóbeszéd a Magyar Történelmi Társulat közgyűlésén; Athenaeum Ny., Budapest, 1917
- Klebelsberg Kunó képviselőjelölt beszéde; Tóth A. Ny., Sopron, 1920
- Elnöki megnyitó beszéd a Magyar Történelmi Társulat közgyűlésén; Magyar Történelmi Társulat, Budapest, 1920
- Elnöki megnyitóbeszéd a Magyar Történelmi Társulat közgyűlésén; szerzői, Budapest, 1922
- Klebelsberg Kuno 1922. április 30-án tartott programmbeszéde Sopron felsegítéséről; Rábaközi, Sopron, 1922
- Az iskolánkívüli népművelés ügyében tartott szakértekezlet alakuló ülésének 1923. június 19. előadásai. Tartották Klebelsberg Kunó, Czakó Elemér, Bibó Isvtán; Franklin Ny., Budapest, 1923
- Az egységes magyar gyorsírás alapokmánya. Gróf Bethlen István, gróf Klebelsberg Kunó, Huszár Károly nyilatkozataival közreadja Traeger Ernő; Egyetemi Ny., Budapest, 1927
- Gróf Klebelsberg Kuno beszédei, cikkei és törvényjavaslatai 1916–1926; Athenaeum, Budapest, 1927
- Neonacionalizmus; Athenaeum, Budapest, 1928
- Küzdelmek könyve; Athenaeum, Budapest, 1929
- Jöjjetek harmincas évek!; Athenaeum, Budapest, 1930
- Világválságban; Athenaeum, Budapest, 1931
- Megnyitóbeszéd az Országos Magyar Gyűjteményegyetem Tanácsának 1931. május 7-én tartott II. cikluskezdő teljes ülésén; Országos Magyar Gyűjteményegyetem Tanácsa, Budapest, 1931
- A háború utáni kor szelleme; Franklin Ny., Budapest, 1932
- Utolsó akkordok; előszó Bethlen István; Athenaeum, Budapest, 1933
- Gróf Klebelsberg Kuno politikai hitvallása; Athenaeum, Budapest, 1935
- Tudomány, kultúra, politika Gróf Klebelsberg Kuno válogatott beszédei és írásai, 1917–1932; vál., előszó, jegyz. Glatz Ferenc; Európa, Budapest, 1990
- Klebelsberg Kunó; vál., sajtó alá rend., bev., jegyz. T. Kiss Tamás; Új Mandátum, Budapest, 1999 (Magyar panteon)
- Klebelsberg munkái; Gr. Klebelsberg Kuno Alapítvány, Budapest, 2000– (A Gróf Klebelsberg Kuno Alapítvány kiadványai)
  - 1. Gróf Klebelsberg Kuno politikai hitvallása; bev. Klebelsberg Éva
- "A legnagyobb álmú magyar kultuszminiszter", gróf Klebelsberg Kuno; vál., szerk. Ujváry Gábor; Kairosz, Budapest, 2013 (Magyar örökség. Kairosz)

## Díjai, elismerései
- Szeged díszpolgára
- Esztergom díszpolgára (1926)
- Sopron díszpolgára (1928)
- Magyar Corvin-lánc (1930)
- Magyar Örökség díj (2001, posztumusz)

## Emlékezete
- Klebelsberg-díj (1935, illetve 1992 óta)
- Klebelsberg-telep (a területet még 1928-ban, tehát minisztersége idején nevezték el róla)
- Budapesten a Klebelsberg Kuno-emlékmű, valamint egykori otthona, a mai Klebelsberg Kultúrkúria és annak kertjében egy őt mintázó mellszobor őrzi emlékét, és több róla elnevezett intézmény, illetve számos őt megörökítő szobor, emléktábla országszerte.
- Gödöllőn 2008-ban utcát neveztek el róla.
- 2011. november 11-én, az Egyetem Napján tartott ünnepi szenátusi ülésen a Szegedi Tudományegyetem rektora bejelentette, hogy e naptól a Szenátus egyhangú határozatának értelmében az Egyetemi Könyvtár neve Szegedi Tudományegyetem Klebelsberg Kuno Könyvtárára változik. Rövid változatában a névhasználat ugyanezen időponttól kezdve: SZTE Klebelsberg Könyvtár. A könyvtár névadójáról az épület átriumában 2012-ben egy reliefet is felavattak.[37]
- 2020. november 13-án, a névadó születése évfordulóján Szegeden megalakult a Klebelsberg Társaság.
- 2022-ben a Szegedi Tudományegyetem jubileumi drámapályázatának nyertese, a Nizalowski Attila által írt Magyar Zsoltár Klebelsberg és Szent-Györgyi Albert baráti és munkakapcsolatával is foglalkozik.[38][39]

### Nevét viselő intézmények
- Klebelsberg Középiskolai Kollégium, Kaposvár
- Klebelsberg Kuno Általános Iskola és Gimnázium, Budapest
- Klebelsberg Kuno Művelődési, Kulturális és Művészeti Központ, Budapest, II. kerület[40]
- Klebelsberg Kuno Alapítvány
- SZTE Klebelsberg Könyvtár
- Klebelsberg Intézményfenntartó Központ

## Ismert mondása
„Kis nép vagyunk, mely elsősorban szellemiekben hivatott nagyot alkotni.”

– (Klebelsberg Kuno)

## Származása
| gróf thumburgi Klebelsberg Kuno Imre Aurél Ferenc (Magyarpécska, Arad vármegye, 1875. november 13. –Budapest, 1932. október 11.) magyar jogász, országgyűlési képviselő, művelődéspolitikus, rövid ideig (1921–1922) belügy-, majd közel 10 évig (1922–1931) vallás- és közoktatásügyi miniszter. 1917-től 1932-ig a Magyar Történelmi Társulat elnöke. | Apja: gróf thumburgi Klebelsberg Jakab (1844. április 15. – Székesfehérvár, 1877. június 15.) császári és királyi hadsereg 14. huszárezredének századosa. | Apai nagyapja: gróf thumburgi Klebelsberg Ferenc (Pisek, Cseh Királyság, 1804. december 4. – Pozsony, Magyar Királyság, 1850. október 11.)                                 | Apai nagyapai dédapja: gróf thumburgi Klebelsberg János Vilmos (1765. június 15. - Prága, 1852. május 18.) (Szülei: gróf Wenzel von Klebelsberg és Maria Elisabeth Collard von Metzker)               |
| gróf thumburgi Klebelsberg Kuno Imre Aurél Ferenc (Magyarpécska, Arad vármegye, 1875. november 13. –Budapest, 1932. október 11.) magyar jogász, országgyűlési képviselő, művelődéspolitikus, rövid ideig (1921–1922) belügy-, majd közel 10 évig (1922–1931) vallás- és közoktatásügyi miniszter. 1917-től 1932-ig a Magyar Történelmi Társulat elnöke. | Apja: gróf thumburgi Klebelsberg Jakab (1844. április 15. – Székesfehérvár, 1877. június 15.) császári és királyi hadsereg 14. huszárezredének századosa. | Apai nagyapja: gróf thumburgi Klebelsberg Ferenc (Pisek, Cseh Királyság, 1804. december 4. – Pozsony, Magyar Királyság, 1850. október 11.)                                 | Apai nagyapai dédanyja: báró Maria Anna Enis von Atter und Iveagh (†1819. május 27.) (Szülei: báró Wenczel Mac-Enis és báró Eugenie Haugwitz)                                                         |
| gróf thumburgi Klebelsberg Kuno Imre Aurél Ferenc (Magyarpécska, Arad vármegye, 1875. november 13. –Budapest, 1932. október 11.) magyar jogász, országgyűlési képviselő, művelődéspolitikus, rövid ideig (1921–1922) belügy-, majd közel 10 évig (1922–1931) vallás- és közoktatásügyi miniszter. 1917-től 1932-ig a Magyar Történelmi Társulat elnöke. | Apja: gróf thumburgi Klebelsberg Jakab (1844. április 15. – Székesfehérvár, 1877. június 15.) császári és királyi hadsereg 14. huszárezredének századosa. | Apai nagyanyja: nemes Derra Rozina (1810. augusztus 18. – Győr, 1878. július 28.)                                                                                          | Apai nagyanyai dédapja: nemes Derra Jakab (1773.– Ménfőcsanak, 1840. június 27.) császári-királyi vezérőrnagy (Szülei: nemes Derra Jakab és Spech Borbála)                                            |
| gróf thumburgi Klebelsberg Kuno Imre Aurél Ferenc (Magyarpécska, Arad vármegye, 1875. november 13. –Budapest, 1932. október 11.) magyar jogász, országgyűlési képviselő, művelődéspolitikus, rövid ideig (1921–1922) belügy-, majd közel 10 évig (1922–1931) vallás- és közoktatásügyi miniszter. 1917-től 1932-ig a Magyar Történelmi Társulat elnöke. | Apja: gróf thumburgi Klebelsberg Jakab (1844. április 15. – Székesfehérvár, 1877. június 15.) császári és királyi hadsereg 14. huszárezredének századosa. | Apai nagyanyja: nemes Derra Rozina (1810. augusztus 18. – Győr, 1878. július 28.)                                                                                          | Apai nagyanyai dédanyja: bezerédi Bezerédj Alojzia (Győr, 1785. május 19.) (Szülei: bezerédi Bezerédj Ignác, Győr vármegye alispánja, szeptemvir, tanácsos, földbirtokos és nemes Trencsényi Antónia) |
| gróf thumburgi Klebelsberg Kuno Imre Aurél Ferenc (Magyarpécska, Arad vármegye, 1875. november 13. –Budapest, 1932. október 11.) magyar jogász, országgyűlési képviselő, művelődéspolitikus, rövid ideig (1921–1922) belügy-, majd közel 10 évig (1922–1931) vallás- és közoktatásügyi miniszter. 1917-től 1932-ig a Magyar Történelmi Társulat elnöke. | Anyja: felső- és alsóeőri Farkas Aranka (Enying, 1847. július 8. – Székesfehérvár, 1897. július 12.)                                                      | Anyai nagyapja: felső- és alsóeőri Farkas Imre (Csákánydoroszló, 1806. november 7.– Székesfehérvár, 1882. július 8.) a gróf Batthyány család enyingi uradalom gazdatisztje | Anyai nagyapai dédapja: felső- és alsóeőri Farkas György csákánydoroszlói uradalmi felügyelő a gróf Batthyány családnál.                                                                              |
| gróf thumburgi Klebelsberg Kuno Imre Aurél Ferenc (Magyarpécska, Arad vármegye, 1875. november 13. –Budapest, 1932. október 11.) magyar jogász, országgyűlési képviselő, művelődéspolitikus, rövid ideig (1921–1922) belügy-, majd közel 10 évig (1922–1931) vallás- és közoktatásügyi miniszter. 1917-től 1932-ig a Magyar Történelmi Társulat elnöke. | Anyja: felső- és alsóeőri Farkas Aranka (Enying, 1847. július 8. – Székesfehérvár, 1897. július 12.)                                                      | Anyai nagyapja: felső- és alsóeőri Farkas Imre (Csákánydoroszló, 1806. november 7.– Székesfehérvár, 1882. július 8.) a gróf Batthyány család enyingi uradalom gazdatisztje | Anyai nagyapai dédanyja: Gogisser Katalin |
| gróf thumburgi Klebelsberg Kuno Imre Aurél Ferenc (Magyarpécska, Arad vármegye, 1875. november 13. –Budapest, 1932. október 11.) magyar jogász, országgyűlési képviselő, művelődéspolitikus, rövid ideig (1921–1922) belügy-, majd közel 10 évig (1922–1931) vallás- és közoktatásügyi miniszter. 1917-től 1932-ig a Magyar Történelmi Társulat elnöke. | Anyja: felső- és alsóeőri Farkas Aranka (Enying, 1847. július 8. – Székesfehérvár, 1897. július 12.)                                                      | Anyai nagyanyja: Halmán Franciska (Káloz, 1816. május 8.– Székesfehérvár, 1887. május 25.)                                                                                 | Anyai nagyanyai dédapja: Halmann Antal uradalmi tiszttartó, Székesfehérvár 1848-as városi képviselő                                                                                                   |
| gróf thumburgi Klebelsberg Kuno Imre Aurél Ferenc (Magyarpécska, Arad vármegye, 1875. november 13. –Budapest, 1932. október 11.) magyar jogász, országgyűlési képviselő, művelődéspolitikus, rövid ideig (1921–1922) belügy-, majd közel 10 évig (1922–1931) vallás- és közoktatásügyi miniszter. 1917-től 1932-ig a Magyar Történelmi Társulat elnöke. | Anyja: felső- és alsóeőri Farkas Aranka (Enying, 1847. július 8. – Székesfehérvár, 1897. július 12.)                                                      | Anyai nagyanyja: Halmán Franciska (Káloz, 1816. május 8.– Székesfehérvár, 1887. május 25.)                                                                                 | Anyai nagyanyai dédanyja: Lohr Klára (1790.– Székesfehérvár, 1850. december 12.) |

## Galéria

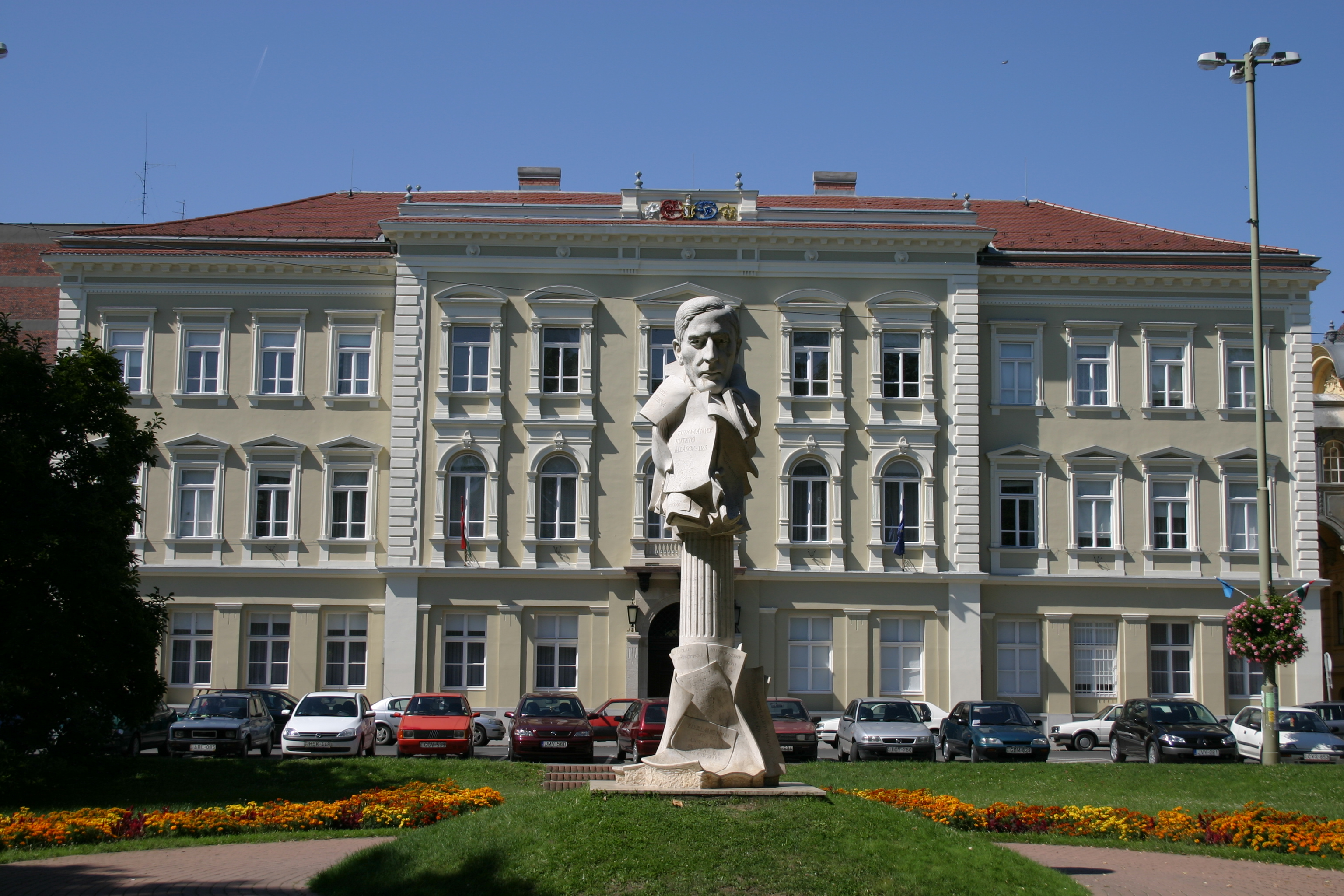
Gróf Klebelsberg Kuno szobra Szegeden, Melocco Miklós alkotása (2000)
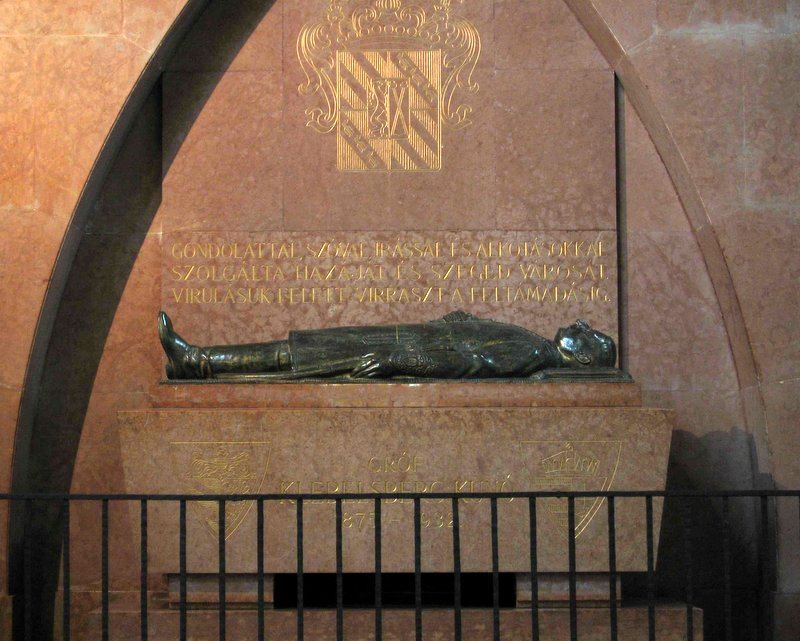
Gróf Klebelsberg Kuno szarkofágja a szegedi Dóm jobb oldali kereszthajójában
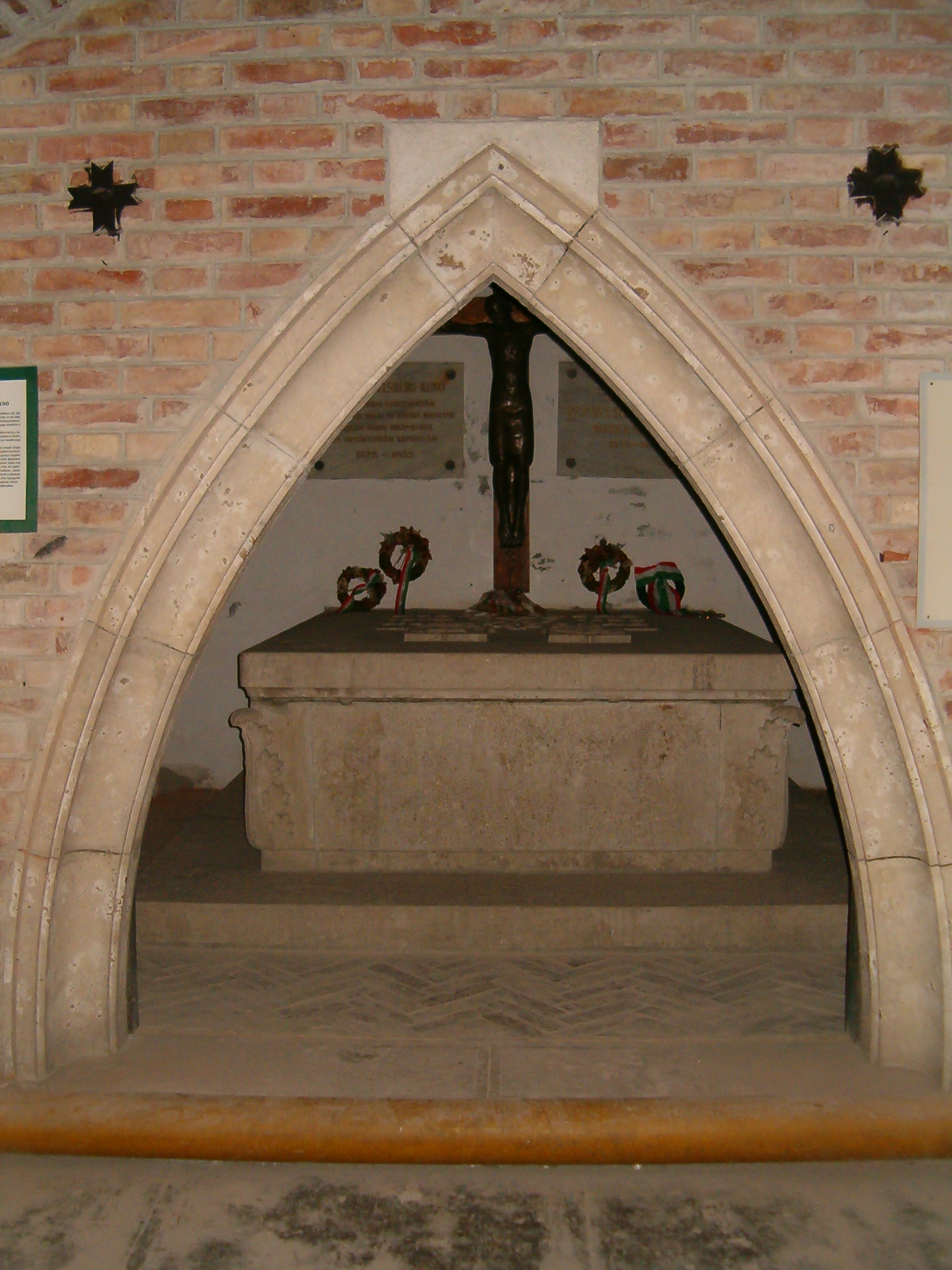
Klebelsberg Kuno és felesége síremléke a szegedi Dóm altemplomában
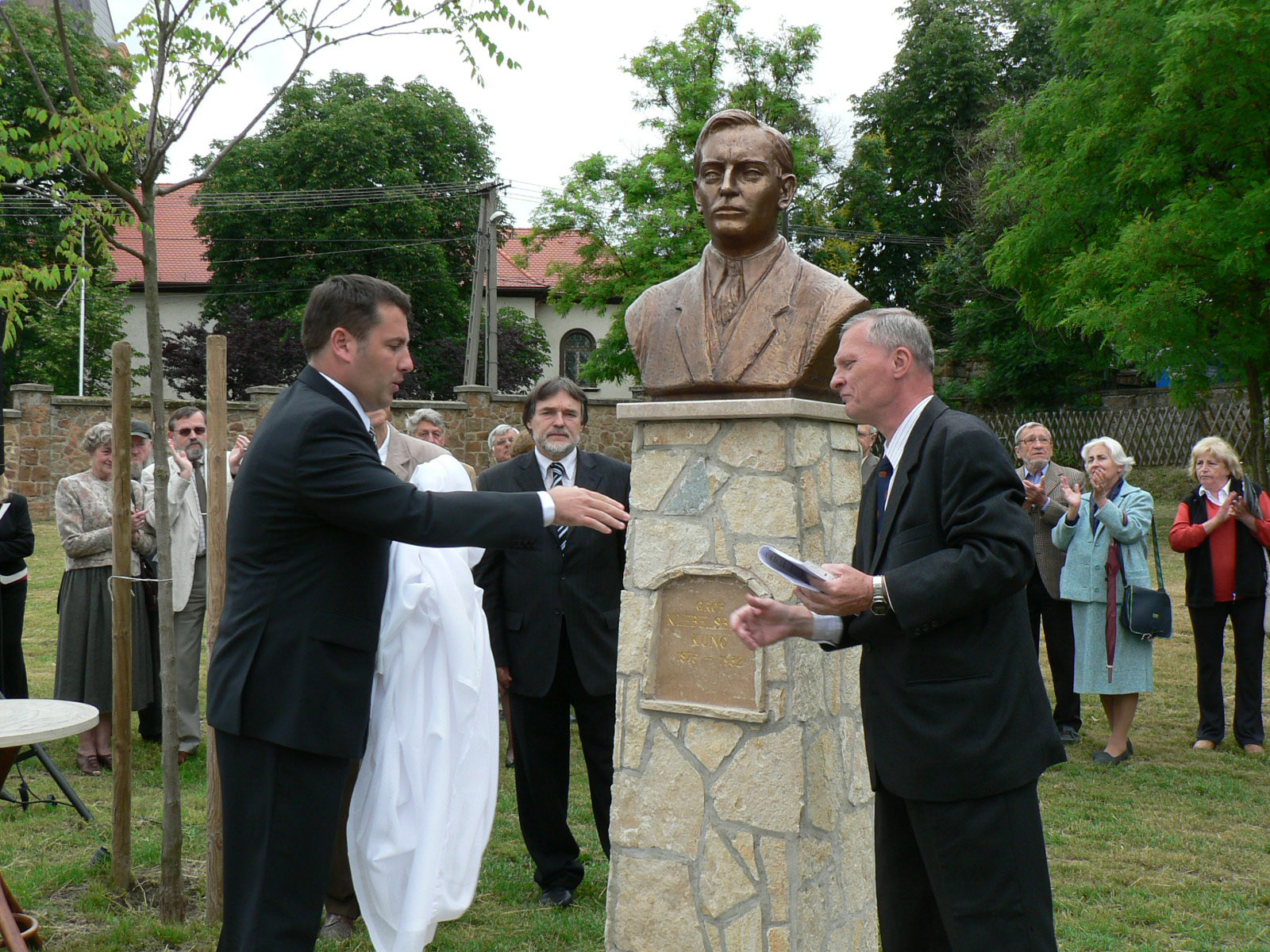
Gróf Klebelsberg Kuno szobrának avatása Pesthidegkúton
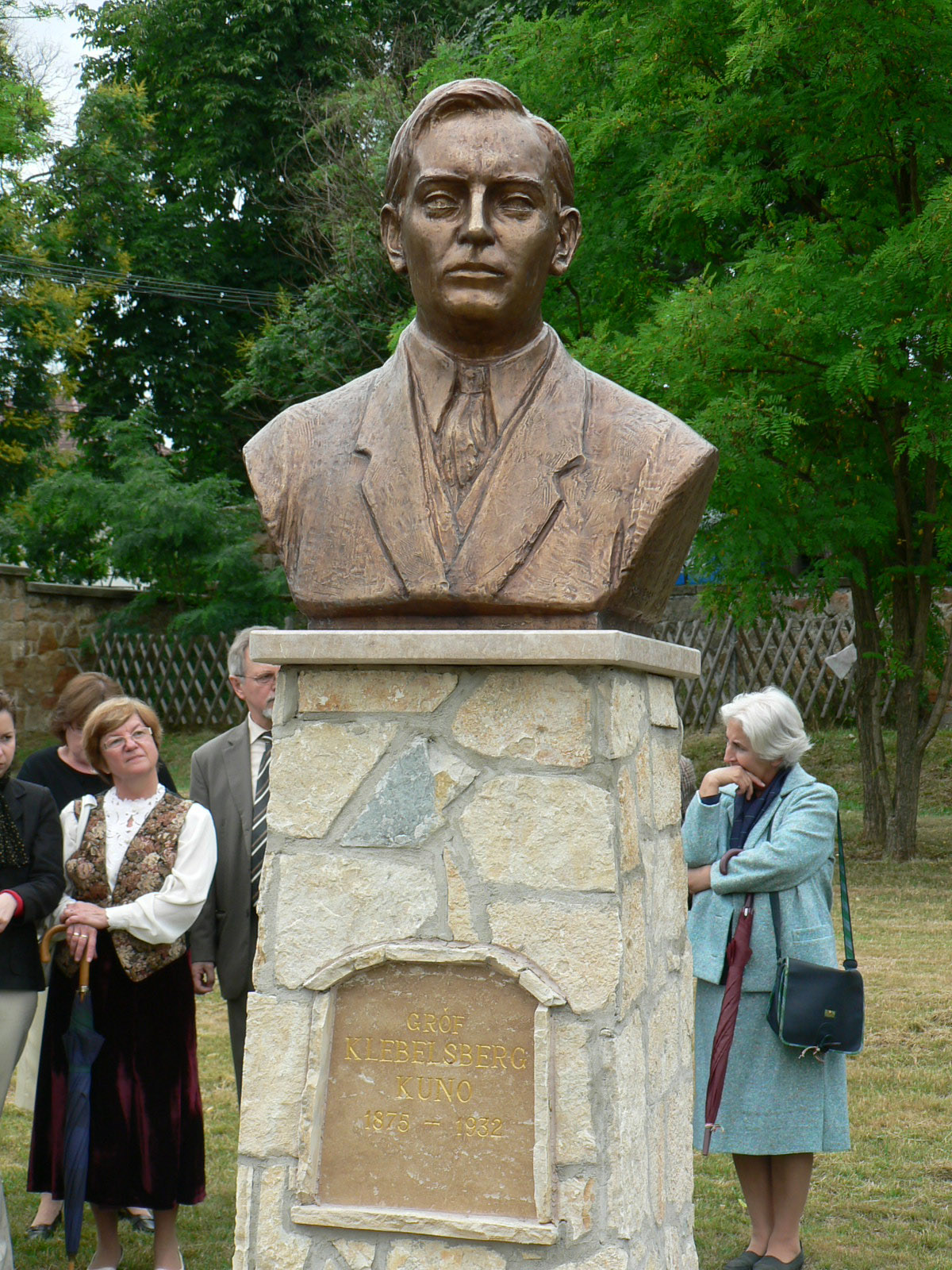
Gróf Klebelsberg Kuno szobra Pesthidegkúton
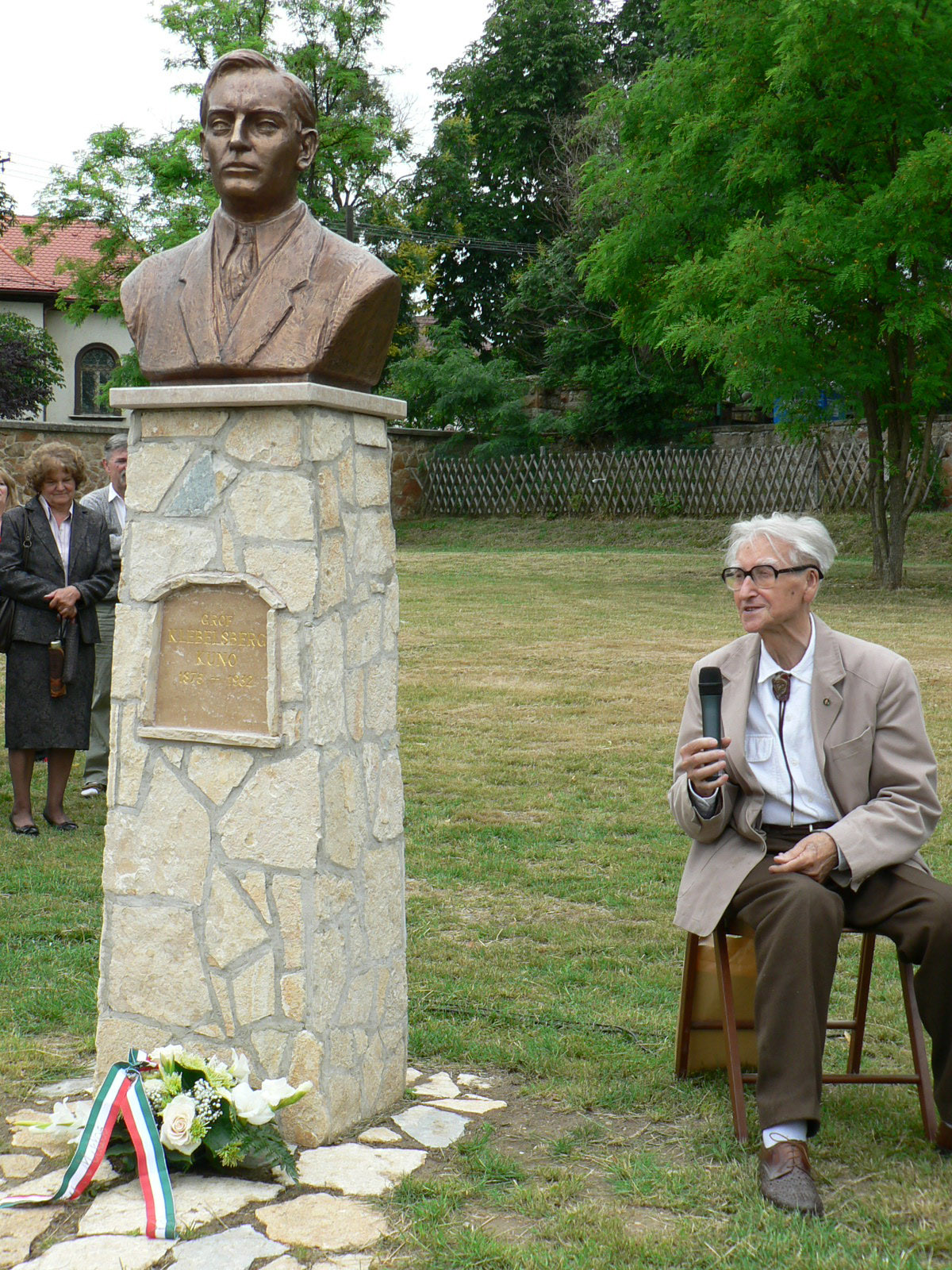
Gróf Klebelsberg Kuno szobra az alkotóval, Búza Barnával
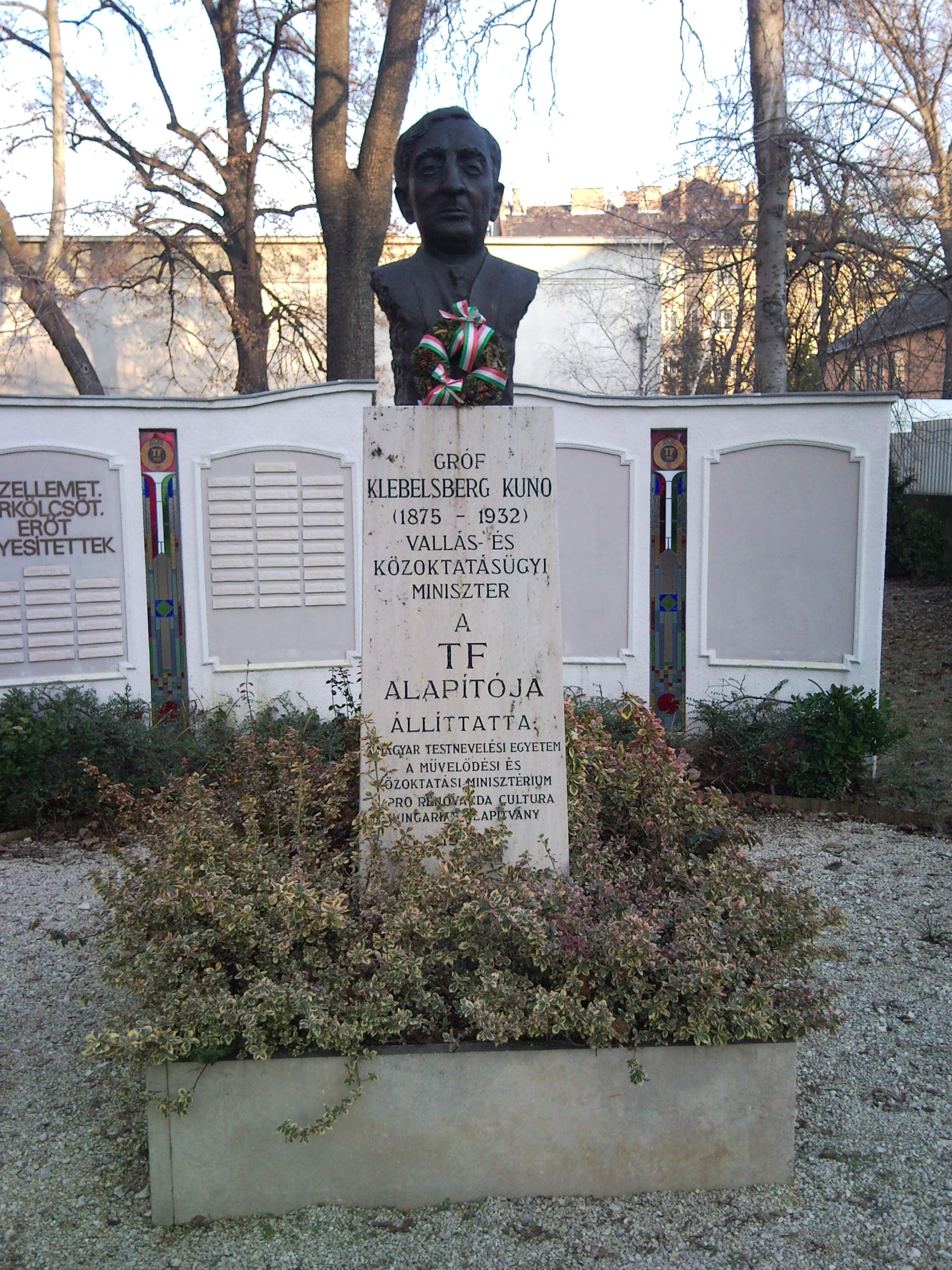
Emlékhely a "TF"-en. Mihály Gábor szobrászművész alkotása (1994)
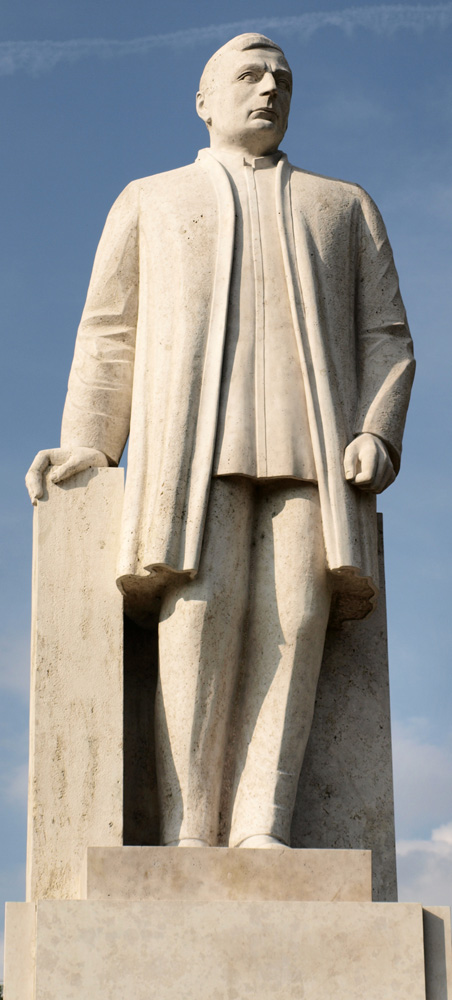
A Klebelsberg-szoborcsoport főalakja